# Pipunculus violovitshi
Pipunculus violovitshi är en tvåvingeart som beskrevs av Kuznetzov 1991. Pipunculus violovitshi ingår i släktet Pipunculus och familjen ögonflugor. Arten är reproducerande i Sverige. Inga underarter finns listade i Catalogue of Life.